# سانتا روسا دل سور
سانتا روسا دل سور (به اسپانیایی: Santa Rosa del Sur) یک سکونتگاه مسکونی در کلمبیا است که در بخش بولیوار، کلمبیا واقع شده‌است.